# Renate Schmitzer

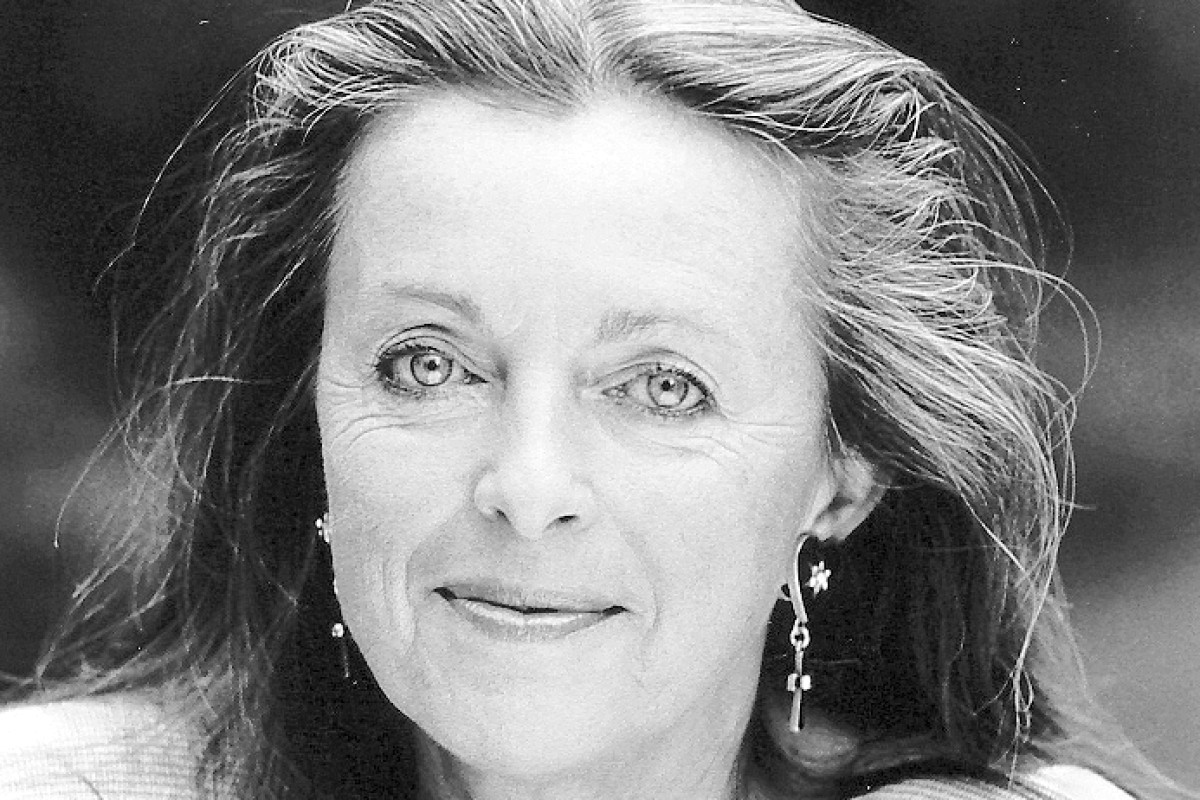
Renate „Rena“ Schmitzer (2013)

Renate „Rena“ Schmitzer (* 7. März 1941 in Nürnberg; † 15. März 2019 in Ulm) war eine deutsche Kostümbildnerin.

## Leben und Wirken
Nach einer Lehre als Schneiderin absolvierte Renate Schmitzer ein Studium zur Kostümbildnerin an der Werkkunstschule in Köln.
Ihre erste Begegnung mit dem Theater war eine Hospitanz als Kostümbildassistentin am Schauspielhaus Köln. Ihr erstes festes Engagement führte sie von 1967 bis 1972 an das Schauspielhaus Dortmund. Anschließend holte sie Peter Borchardt an das Stadttheater Ulm. Hier arbeitete sie bis 1980 als Kostümbildnerin für Oper, Operette, Musical, Ballett und Schauspiel.
Von da an wirkte sie freiberuflich an zahlreichen deutschen Opern- und Schauspielhäusern, unter anderem in Berlin, Bonn, Düsseldorf, Dresden, Essen, Hamburg, Hannover, Heidelberg, Karlsruhe, Köln, Meiningen, München.
Innerhalb Europas arbeitete sie u. a. an den Theatern von Antwerpen, Athen, Basel, Bern, Catania, Paris, London, Salzburg, Wien und Zürich.
Ab Ende der 90er Jahre legte Renate Schmitzer ihren künstlerischen Schwerpunkt zunehmend auf die Oper. 
Schmitzer arbeitete unter anderem mit den Regisseuren Peter Borchardt, John Dew, Klaus Emmerich, Stefan Herheim, Augusto Fernandez, Eike Gramms, Juri Petrowitsch Ljubimow, Jean-Louis Martinoty, Peter Mussbach, Giancarlo del Monaco, Thomas Schulte-Michels und Ansgar Haag zusammen.
Eine langjährige Zusammenarbeit verband sie mit Dietrich W. Hilsdorf und dem Bühnenbildner Dieter Richter. Weitere Zusammenarbeiten bestanden u. a. mit den Bühnenbildnern Heinz Balthes, Wilfried Minks und Haitger M. Boeken.